# Keila Rodríguez
Keila Michelle Rodríguez Román (Caguas, 26 ottobre 1992) è una pallavolista portoricana, schiacciatrice delle Grises de Humacao.

## Biografia
Figlia di Carmen Román e Miguel Rodríguez, nasce a Caguas. Ha due fratelli. 

## Carriera

### Club
La carriera di Keila Rodríguez inizia a livello scolastico col Colegio Bautista di Caguas, per poi entrare a far parte del settore giovanile delle Criollas de Caguas. Per motivi di studio si reca negli Stati Uniti d'America, dove partecipa alla Division I NCAA con la Oklahoma dal 2010 al 2013.
Nella stagione 2014 rientra in Porto Rico, iniziando la carriera professionistica in Liga de Voleibol Superior Femenino con le Mets de Guaynabo. Nella stagione seguente, dopo il ritiro della sua franchigia dal campionato, approda alle Indias de Mayagüez, con le quali raggiunge le finali scudetto.
Nel campionato 2016 approda alle Changas de Naranjito, mentre nel campionato seguente approda alle Gigantes de Carolina, che lascia nel corso dell'annata per trasferirsi alle Orientales de Humacao. Torna quindi in campo nella Liga de Voleibol Superior Femenino 2019 con la maglia delle Polluelas de Aibonito, che lascia ad annata in corso per approdare alle Valencianas de Juncos, dove resta anche nell'annata seguente. Viene quindi ingaggiata dalle Grises de Humacao per la Liga de Voleibol Superior Femenino 2021.

### Nazionale
Nel 2015 debutta con la nazionale portoricana, vincendo la medaglia di bronzo al campionato nordamericano.